# San Donato Val di Comino
San Donato Val di Comino és un comune (municipi) de la província de Frosinone, a la regió italiana del Laci, situat a uns 110 km a l'est de Roma i a uns 40 km a l'est de Frosinone.
San Donato Val di Comino limita amb els municipis d'Alvito, Gallinaro, Opi, Pescasseroli i Settefrati.
A 1 de gener de 2019 tenia 2.004 habitants.